# Iglesia de San Bernardo (Sevilla)
La iglesia de San Bernardo es un templo católico que se encuentra situado en Sevilla, en el barrio de San Bernardo, en el distrito Nervión, a extramuros de la ciudad. Fue incluida en el Catálogo General del Patrimonio Andaluz en 1992.

## Historia
Esta iglesia se edificó en el último tercio del siglo XVIII, entre 1780 y 1785. Las trazas fueron dadas por el arquitecto José Álvarez, y su inauguración oficial se realizó al año siguiente de su finalización, en 1786. 
Su estética se enmarca en el período de la transición del barroco al neoclásico. Sufrió las consecuencias de un incendio con expolio en el año 1936, pero conserva obras de interés, algunas de ellas procedentes de otros templos sevillanos.

## Iglesia
Su interior se organiza según una planta de cruz latina, formada por tres naves, crucero y presbiterio. De las naves, la central se cubre mediante una bóveda de cañón con arcos fajones y lunetos, al igual que el presbiterio y el crucero, en cuyo centro se levanta una cúpula sobre tambor octogonal que se remata con una linterna.

### Interior

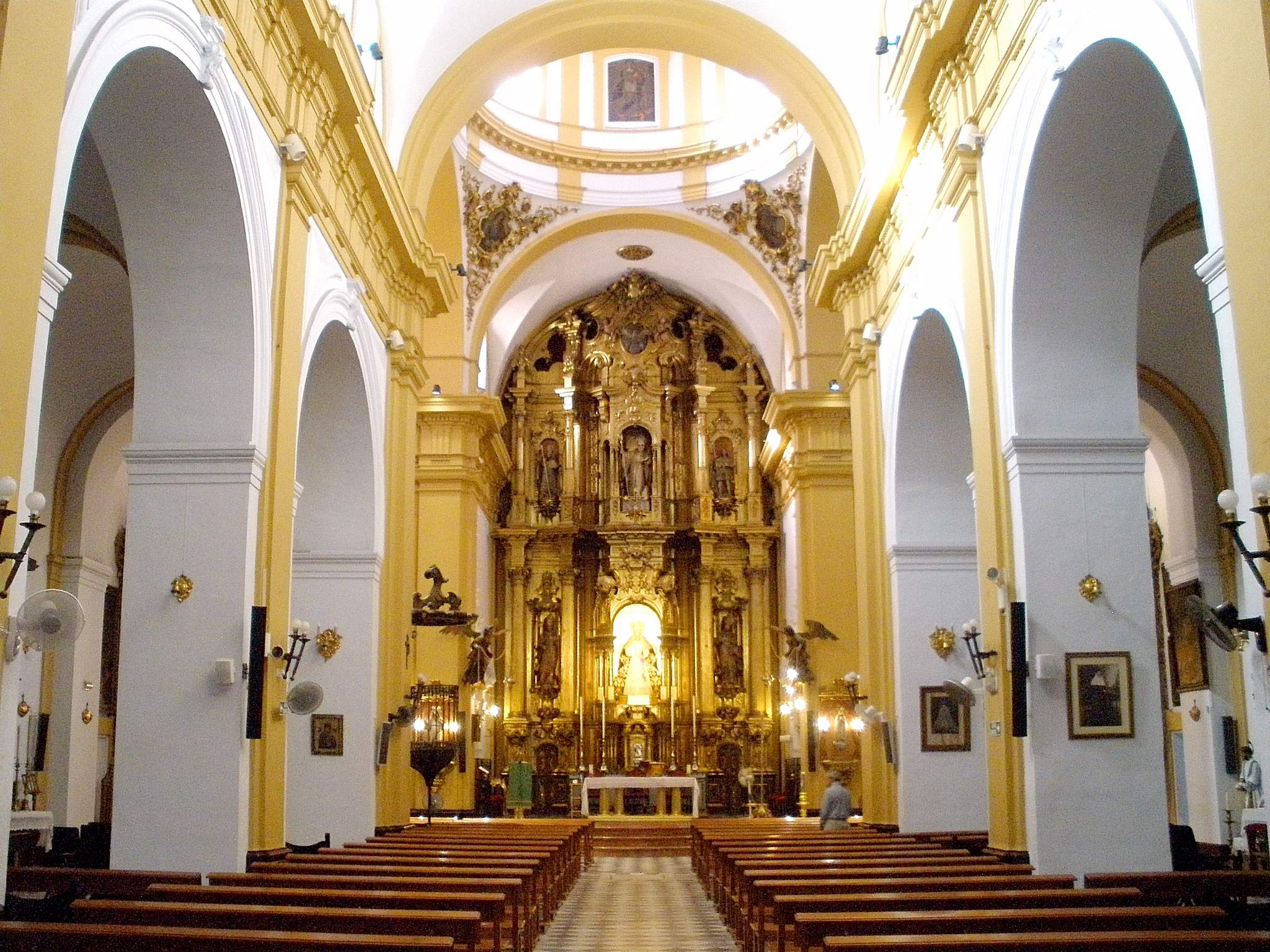
Interior de la Iglesia de San Bernardo.

En su interior destaca el retablo mayor, una espléndida pieza de estilo neoclásico cuyo elemento central lo constituye un camarín donde se aloja la Virgen del Refugio, titular de la Hermandad de San Bernardo, que tiene su sede en esta iglesia.

### Exterior
La iglesia presenta al exterior dos fachadas con dos bellas portadas de acceso, una a cada lado, ambas realizadas en ladrillo tallado. El resto del paramento exterior se haya acabado con el característico ladrillo avitolado, tan habitual en la arquitectura sevillana de la segunda mitad del siglo XVIII. 
La portada principal está constituida por dos cuerpos de altura; consta de un alto hueco acabado en arco de medio punto que aparece flanqueado entre esbeltas columnas de orden toscano que se apean en alto pedestal y sobre las que descansa un clásico entablamento. El cuerpo superior de esta portada, de menor entidad, consiste básicamente en un frontón recto que aparece partido para alojar en el centro una hornacina con la imagen de San Bernardo, el santo titular. Aunque en líneas generales la portada presenta las formas clasicistas propias del neoclásico, también le acompañan otros elementos más propios del barroco como son los bordes ondulados que aparecen a los lados de la citada hornacina o los menudos detalles decorativos con que se adorna su remate superior. Esta portada se corona con

## Hermandades

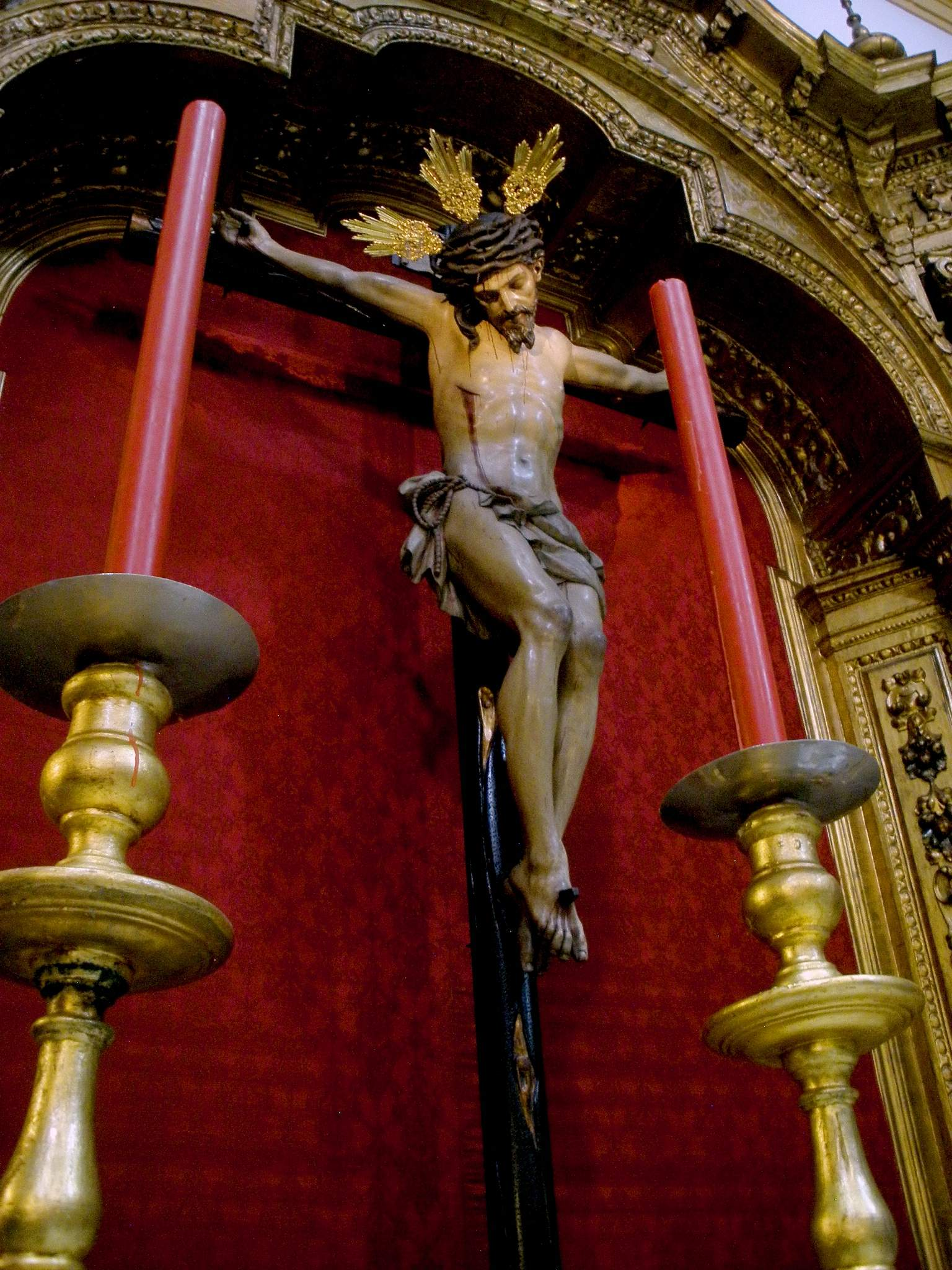
Santísimo Cristo de la Salud, titular de la Hermandad de San Bernardo.

Esta iglesia es sede de la Hermandad de San Bernardo, que realiza su salida procesional el Miércoles Santo de la Semana Santa sevillana.
Los titulares de esta hermandad son el Cristo de la Salud y la Virgen del Refugio. Ambas imágenes se veneran y reciben culto en el interior de esta iglesia, y cuentan con un retablo cerámico representativo en el exterior.